# Eucera vittulata
Eucera vittulata är en biart som beskrevs av Noskiewicz 1934. Eucera vittulata ingår i släktet långhornsbin, och familjen långtungebin. Inga underarter finns listade i Catalogue of Life.